# Droga wojewódzka nr 490
Droga wojewódzka nr 490 (DW490) – droga wojewódzka w województwie wielkopolskim łącząca drogę ekspresową S11 w Strugach z Ostrowem Wielkopolskim i drogą krajową nr 25. Droga została wyznaczona w miejscu dawnych odcinków dróg krajowych nr 11 i 25  po zakończeniu II etapu budowy obwodnicy Ostrowa Wielkopolskiego 12 lipca 2017 r. Trasa nie figuruje w oficjalnym wykazie GDDKiA, lecz na mapie dróg wojewódzkich publikowanej na stronie Wielkopolskiego Zarządu Dróg Wojewódzkich. Zgodnie z uchwałą nr XIII/243/19 Sejmiku Województwa Wielkopolskiego z 25 listopada 2019 roku, od środy 18 grudnia, przebieg drogi wojewódzkiej nr 490 w granicach Ostrowa Wielkopolskiego stracił kategorię drogi wojewódzkiej i został zaliczony do kategorii drogi powiatowej.

## Miejscowości leżące przy trasie DW490
- Ostrów Wielkopolski - granica miasta
- Przygodzice
- Strugi